# 馬克薩斯群島
馬克薩斯群島（法語：Îles Marquises，發音：[il maʁkiz]，/mɑːrˈkeɪsəs/ mar-KAY-səss；也译作馬貴斯群島）是法屬玻里尼西亞一部分，人口有8,000餘人。法國在19世紀中將此地併入領土。位於塔希提岛东北方约1,500公里的海域。最高点为瓦普岛上的瓦韦山，海拔1,230米。中心为希瓦瓦岛及努库希瓦岛

。
经济主要依靠出口椰子核、香草及烟草。
1595年西班牙航海探險家阿尔瓦罗·德·门达尼亚首次发现该岛，并以当时的秘鲁总督卡涅特侯爵的称号（Marqués de Cañete）命名。1842年成为法属领地。
画家高更病逝于群岛中的希瓦瓦岛上。赫尔曼·梅尔维尔的小说《泰皮》（Typee）以努库希瓦岛为背景。

## 地理

馬克薩斯群島旗幟

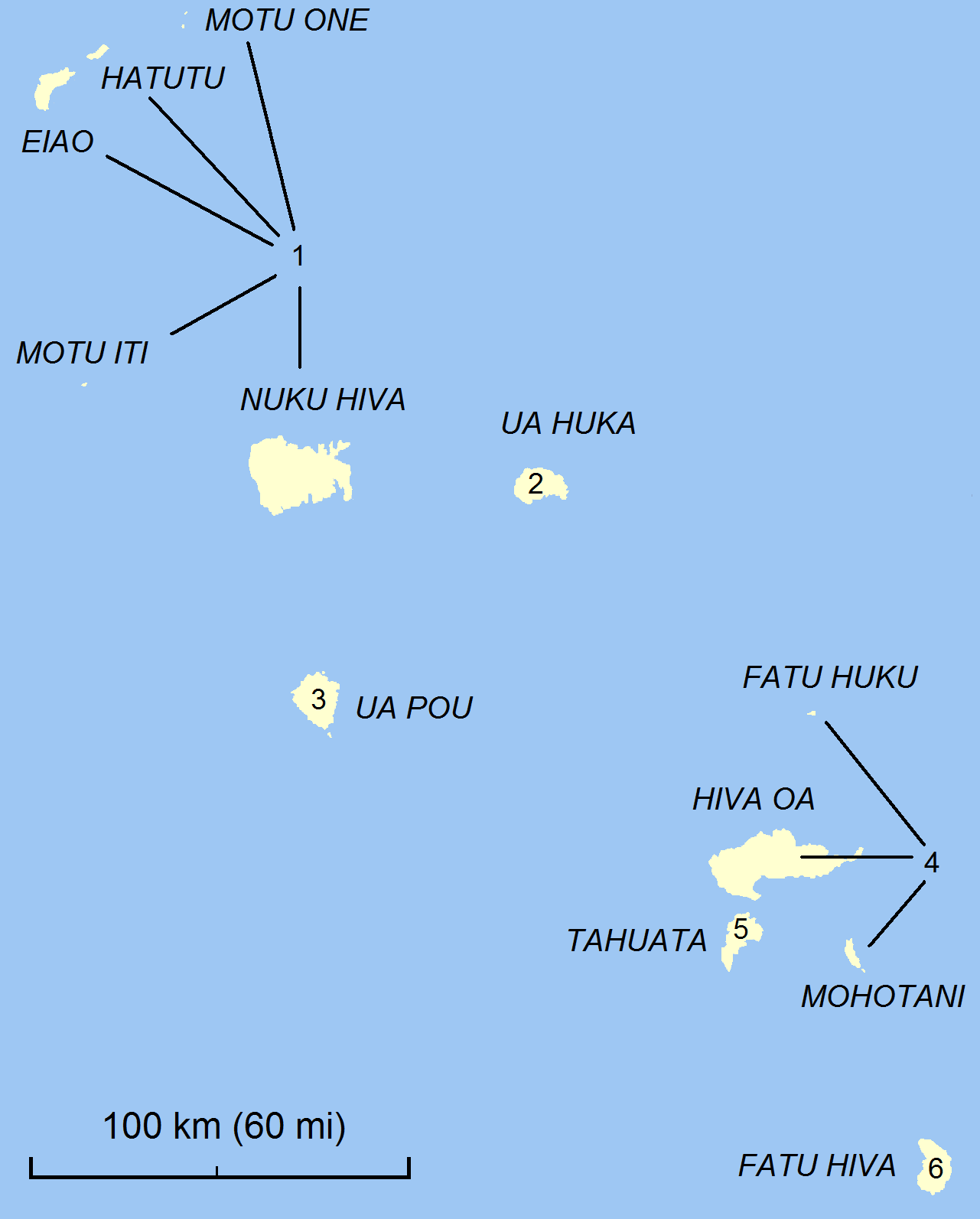
群岛地图

馬克薩斯群島距夏威夷3500公里，由七個主島和少數島礁構成，皆由一座火山的多個原始火山口噴發出來。這些島嶼大致可分為西北和東南兩大群，在地理特徵及生物物種分佈皆有其獨特之處。這兩組分別是：

### 行政区划
该群岛包含6个市镇：
- 東南組：希瓦瓦（Hiva Oa）、法图伊瓦（Fatu Hiva）、塔瓦塔（Tahuata）
- 西北組：努库希瓦（Nuku Hiva）、瓦胡卡（Ua Huka）、瓦普（Ua Pou）

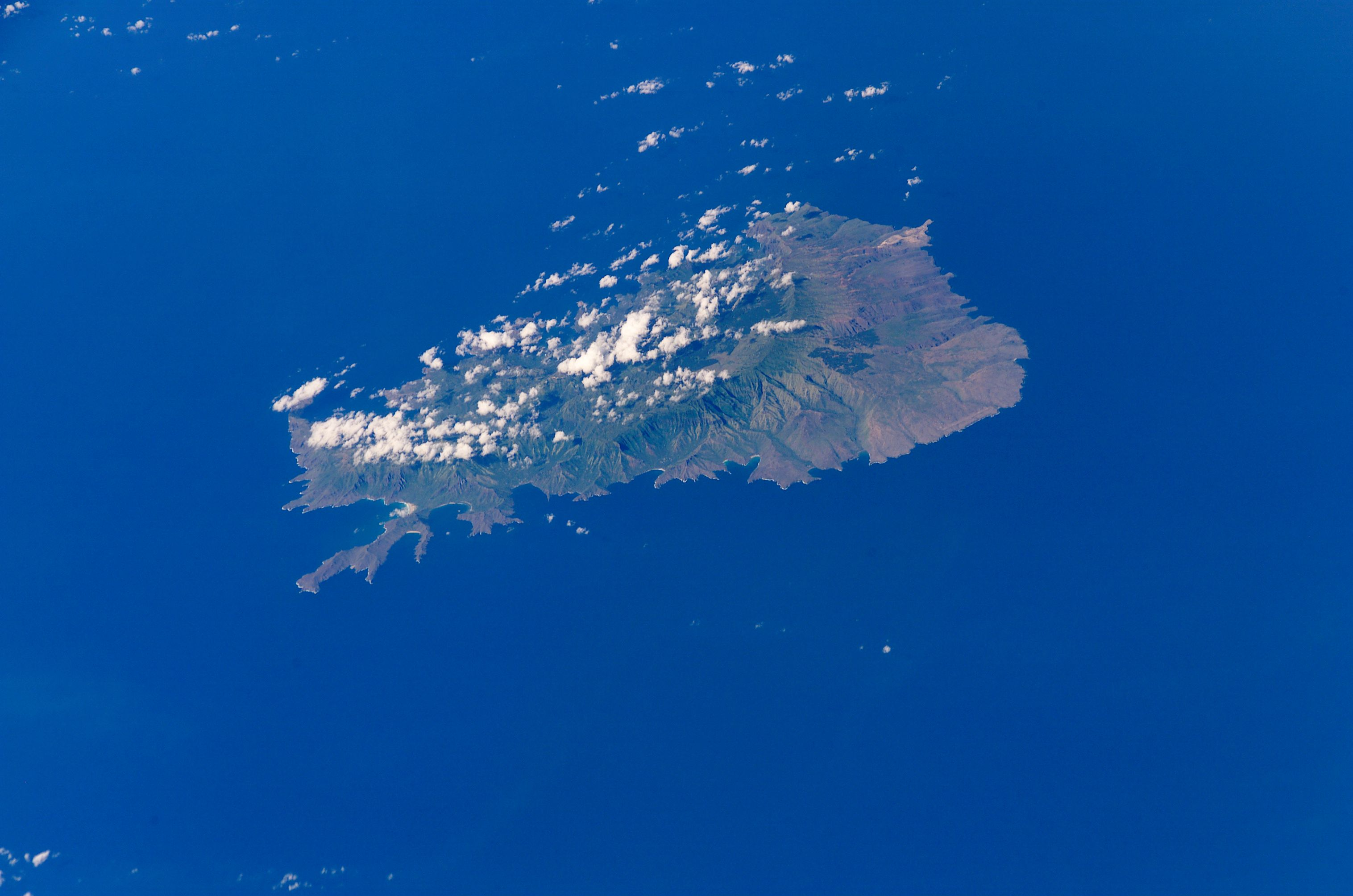
努庫希瓦

## 外部連結
- Official site (Tahiti Tourism board) （页面存档备份，存于）
- The Marquesas Online